# 大学COC事業
大学COC事業（だいがくCOCじぎょう）は、日本の文部科学省が国内の大学を対象として、「地域社会との連携強化による地域の課題解決」や「地域振興策の立案・実施を視野に入れた取り組み」をバックアップする施策。"COC"は"Center of Community"の頭文字を取った略語で、「地（知）の拠点整備事業」とも称される。2013年度より開始され、補助期間は最大5年間とされた。

2015年度からは、東京への一極集中と若者の地方からの流出を背景に、「地（知）の拠点大学による地方創生推進事業（COC+）」に名称が変更され、事業の目的も「地域のニーズと大学のシーズ（教育・研究・社会貢献）のマッチングによる地域課題の解決」から「地方の大学群と、地域の自治体・企業やNPO、民間団体等が協働し、地域産業を自ら生み出す人材など地域を担う人材育成を推進」に変更された。それに伴い、成果指標に「連携自治体にある企業等への就職率・雇用創出数」と「中小企業等の評価」が追加された。